# El Maguey, Chontla
El Maguey är en ort i Mexiko.   Den ligger i kommunen Chontla och delstaten Veracruz, i den sydöstra delen av landet, 240 km nordost om huvudstaden Mexico City. El Maguey ligger 155 meter över havet och antalet invånare är 311.
Terrängen runt El Maguey är platt åt nordväst, men åt sydost är den kuperad. Runt El Maguey är det ganska tätbefolkat, med 67 invånare per kvadratkilometer. Närmaste större samhälle är Tamalín, 15,1 km öster om El Maguey. Trakten runt El Maguey består till största delen av jordbruksmark.